# Matteo Orsini

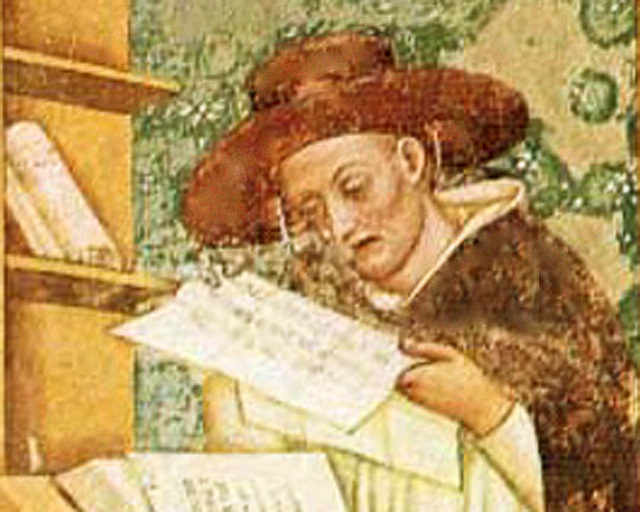
Kardinal Matteo Orsini OP (Fresko im Konvent von St. Nicolò Treviso)

Matteo Orsini OP († 18. August 1340 in Avignon) war ein Kardinal der katholischen Kirche.

## Werdegang
Orsini lehrte in Paris, Florenz und Rom Theologie. 1322 wurde er Provinzial der römischen Provinz des Dominikanerordens. 1326 wurde er zum Bischof von Girgenti auf Sizilien gewählt, die Bischofsweihe spendete ihm der Kardinalbischof von Sabina, Guillaume Pierre Godin. Im Juni des Jahres 1327 wurde er Erzbischof von Siponto. Papst Johannes XXII. nahm ihn am 18. Dezember 1327 in das Kardinalskollegium auf und wies ihm die Titelkirche Santi Giovanni e Paolo zu. Von Dezember 1338 an war er Kardinalbischof von Sabina. Er wurde in Rom in der Kirche Santa Maria sopra Minerva beigesetzt, die Grabplatte erschuf Agnolo di Ventura.